# Louise Allen
Louise Allen (7 gennaio 1962) è un'ex tennista statunitense.

## Carriera
In carriera ha raggiunto una finale nel doppio al WTA New Jersey nel 1989, in coppia con la peruviana Laura Gildemeister. Nei tornei del Grande Slam ha ottenuto il suo miglior risultato raggiungendo il terzo turno nel doppio agli US Open nel 1983.

## Statistiche

### Doppio

#### Finali perse (1)
| Numero | Anno           | Torneo                 | Superficie | Compagna           | Avversarie in finale    | Punteggio |
| 1.     | 27 agosto 1989 | WTA New Jersey, Mahwah | Cemento    | Laura Gildemeister | Steffi Graf Pam Shriver | 2-6, 4-6  |

### Risultati in progressione
| Sigla | Risultato               |
| ----- | ----------------------- |
| V     | Vincitore               |
| F     | Finalista               |
| SF    | Semifinalista           |
| O     | Oro olimpico            |
| A     | Argento olimpico        |
| SF    | Bronzo olimpico         |
| QF    | Quarti di Finale        |
| 4T    | Quarto turno            |
| 3T    | Terzo turno             |
| 2T    | Secondo turno           |
| 1T    | Primo turno             |
| RR    | Round Robin             |
| LQ    | Turno di qualificazione |
| A     | Assente                 |
| ND    | Non disputato           |

| Legenda superfici    |
| -------------------- |
| Cemento              |
| Terra battuta        |
| Erba                 |
| Superficie variabile |

#### Singolare nei tornei del Grande Slam
| Torneo          | 1982 | 1983 | 1984 | 1985 | 1986 | 1987 | 1988 | 1989 | 1990 | 1991 | 1992 | 1993 |
| --------------- | ---- | ---- | ---- | ---- | ---- | ---- | ---- | ---- | ---- | ---- | ---- | ---- |
| Australian Open | A    | A    | A    | A    | ND   | 1T   | A    | 1T   | 1T   | A    | A    | A    |
| Open di Francia | A    | A    | A    | A    | A    | A    | A    | 1T   | A    | A    | 2T   | 2T   |
| Wimbledon       | A    | A    | A    | A    | A    | A    | A    | 2T   | A    | A    | 2T   | 1T   |
| US Open         | 1T   | 2T   | 1T   | A    | A    | A    | A    | 1T   | A    | A    | 2T   | A    |

#### Doppio nei tornei del Grande Slam
| Torneo          | 1983 | 1984 | 1985 | 1986 | 1987 | 1988 | 1989 | 1990 | 1991 | 1992 | 1993 |
| --------------- | ---- | ---- | ---- | ---- | ---- | ---- | ---- | ---- | ---- | ---- | ---- |
| Australian Open | A    | A    | A    | ND   | 2T   | A    | 2T   | 2T   | A    | A    | A    |
| Open di Francia | A    | A    | A    | 1T   | A    | 2T   | 2T   | 1T   | A    | A    | 1T   |
| Wimbledon       | 1T   | A    | A    | 1T   | 1T   | A    | 2T   | 1T   | A    | A    | 1T   |
| US Open         | 3T   | A    | A    | A    | 1T   | 2T   | 1T   | A    | A    | 2T   | 1T   |

#### Doppio misto nei tornei del Grande Slam
| Torneo          | 1990 |
| --------------- | ---- |
| Australian Open | 1T   |
| Open di Francia | A    |
| Wimbledon       | A    |
| US Open         | A    |